# Tree

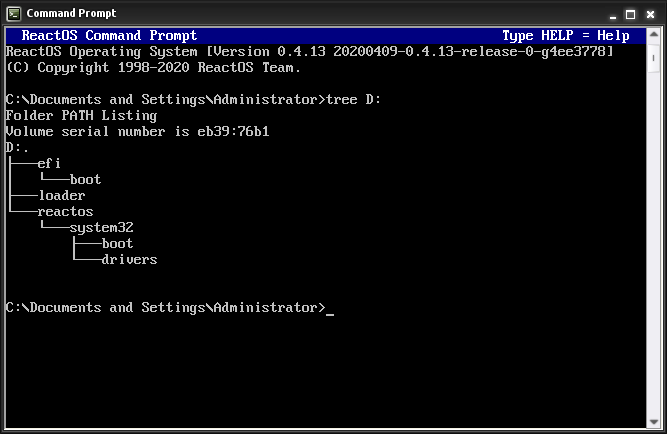
tree

Na computação , tree é um comando ou programa listagem de diretórios recursivos que produz uma lista com indentação relativa à profundidade. Ele está disponível em sistemas Unix e tipo Unix, assim como no MS-DOS, FlexOS, FreeDOS, OS/2, Microsoft Windows e ReactOS.
Sem argumentos, tree lista os arquivos no diretório atual. Quando argumentos de diretório são fornecidos, tree lista todos os arquivos ou diretórios encontrados nos diretórios fornecidos, cada um por sua vez. Após a conclusão da listagem de todos os arquivos e diretórios encontrados, tree retorna o número total de arquivos e diretórios listados. Há opções para alterar os caracteres usados na saída e para usar a saída em cores.
O utilitário Tree Unix foi desenvolvido por Steve Baker.

## Visão global
Sem argumentos, tree lista os arquivos no diretório atual. Quando argumentos de diretório são fornecidos, tree lista todos os arquivos ou diretórios encontrados nos diretórios fornecidos, cada um por sua vez.  Após a conclusão da listagem de todos os arquivos e diretórios encontrados, tree retorna o número total de arquivos e diretórios listados. Existem opções para alterar os caracteres usados na saída e para usar a saída de cores.
O utilitário Tree Unix foi desenvolvido por Steve Baker. A versão do FreeDOS foi desenvolvida por Dave Dunfield.

## Exemplo
Saída do comando:
```
root@debian:/# 
tree
 
/root

/root

├── Documentos

│   ├── Planilha01.ods

│   └── Relatório.odt

├── Imagens

│   ├── captura01.jpg

│   └── Erros

│       ├── bd01.jpg

│       └── html01.png

├── photorec.ses

├── Público

└── texto.txt

4 directories, 7 files

```